# نظرية المنطق الملزم
تقدم نظرية المنطق الملزم تفسيرًا بديلًا للسلوكيات المعروضة والمقبولة على مدى واسع على أنها تنتج عن دافع تحقق الذات (إس في تي) (ويليام سوان، 1983). تتحدث النظرية عن حالات السعي الملحوظة لتأكيد النظرة للذات وتفصّل في الوصف الاقتصادي لأسباب ظهور هذا السلوك. مع التركيز على أهمية النظرة للذات والتفكير العقلاني، (راجع تقدير الذات، مفهوم الذات، معرفة الذات)، تمثل نظرية المنطق الملزم (الآر أو تي) الدليل الداعم للإس في تي بما في ذلك سلوكيات تحقق الذات سيئة التكيف والموثقة جيدًا.
- تشير الأس في تي إلى أن الفرد يمتلك دافعا نشطًا لتأكيد نظرته الذاتية الحالية بغض النظر عن الصحة أو التكافؤ الموضوعيين لهذه النظرة. بعبارة أخرى، يرغب الفرد أن يؤكد نظرته الذاتية الحالية أكثر من رغبته في أن تكون هذه المعلومة صحيحة أو إيجابية.[2]
- تتحدى الآر أو تي وجود الدافع وتعرض تفسيرًا منطقيًا (معقولًا) يمكنه أن يفسر كل حالات سلوكيات تحقيق الذات.[3]
- تقوم أسس الآر أو تي على أن المنطق يلزم البشر بقبول المعلومات التي توافق آرائهم الذاتية ورفض المعلومات التي لا توافقها. تعارض النظرية دافع تحقق الذات، إذ تشير إلى أن الناس لا يريدون التحقق من ذواتهم، فهم ببساطة ينقلون عبر سلوكهم إدراكًا يعكس بدقة وصدق وجهات نظرهم الذاتية.

طور آيدن بّي غريغ نظرية المنطق الملزم عام 2006.

## لمحة عامة

### نظرية التحقق الذاتي
يشمل السلوك المحقق للذات أي فعل يتلاقى في النهاية مع الآراء الذاتية الموجودة ويعززها.
- يؤدي دافع تعزيز الذات إلى سعي الفرد الذي يملك آراء ذاتية إيجابية إلى المعلومات الإيجابية: وهذا يحقق الإيجابية.
- يُظهِر الأفراد ذوو الآراء السلبية، بما في ذلك المشخَّصين بالاكتئاب، تفضيلًا للمعلومات السلبية: وهذا يحقق السلبية.

تبيّن مجموعة من الأدلة التجريبية أمثلة عديدة على التحقق الذاتي.
يفضل الأفراد ذوو الآراء الذاتية السلبية التفاعل مع العوامل التي تعزز تقييماتهم السلبية:
- المقيّمون.[4]
- الشركاء العاطفيون.[5]
- شركاء السكن.[6]
- أعضاء المجموعة.[7]

هناك عدد من الحالات التي تؤثر في احتمالية الانخراط في التحقق الذاتي؛
- أهمية الرأي الذاتي (سوان وبيلهام 2002).
- تطرف الرأي الذاتي.[8]
- قطعية الرأي الذاتي.[9]
- التهديد المتصور للهوية (سوان وآخرون 2002)
- ذكاء المقيّم.
- أهمية تقديم الشريك للمعلومات (سوان ودو لا روند وهيكسون، 1994).

فُسِّر الدليل الجماعي على عمليات التحقق الذاتي وشروطه كدافع للتحقق الذاتي.
على سبيل المثال، يفضل الأفراد المصابون بالاكتئاب تلقي معلومات سلبية على الرغم من سعي دافع التعزيز الذاتي للإيجابية. بالتالي فُسّر هذا الأمر على أنه نتيجة لدافع التحقق الذاتي (جيسلر وآخرون، 1996).

### موقف افتراضي
حين أُمنَح خيار التفاعل مع أحد الشخصين إما (أيه) الذي يتشارك معي بالآراء أو (بي) الذي لا يتشارك معي بالآراء، فإنني سأختار الشخص (أيه).
- تشرح النظرية أن هذا الخيار يعتمد على إمكانية اعتقادي الصادق بصحة هذه المعلومات وتمثيلها لي. على الرغم من الرغبة بأن تكون المعلومات الإيجابية صحيحة، إذا لم أتمكن من تصديقها شخصيًا فإنني سأتجاهلها.

تكررَ تجريبيًا هذا التفضيل الافتراضي للأشخاص الذين يشاركونني آرائي الشخصية وتجنبي لأولئك الذين لا يشاركونني إياها عدة مرات (على سبيل المثال، سوان 92، سوان 03، غريغ 07)
الأهم من ذلك، لا يشير هذا السلوك الذي نشكل به عالمًا يشاركنا آراءنا الذاتية بالضرورة إلى وجود دافع لفعل ذلك (غريغ 07). في الواقع، إذا ما أُزيلَت العقلانية فمن المرجح أننا لن نتمسك بأي آراء ذاتية على الإطلاق. بل سيكون الأفراد قادرين على اختيار الرأي الذاتي الذي يعجبهم ويظهرِوا سلوكيات وفقًا له.
- كل فرد سليم يكون واعيًا للواقع ومتمسكًا بمجموعة من القواعد غير المعلنة التي تسمح له بالتصرف طبقًا لقدراته العقلية والجسدية.
- إدراكنا للعالم من حولنا محدود بالتفكير العقلاني والدليل. توسع نظرية المنطق الملزم هذا الترابط بالمنطق إلى مفاهيمنا عن أنفسنا أي إلى آرائنا الذاتية.

## الآراء الذاتية الإيجابية والسلبية

### تقدير الذات
لتقدير الذات تأثير قوي على رأي الفرد الذاتي. يميل الفرد ذو تقدير الذات العالي إلى امتلاك آراء ذاتية إيجابية، في حين يميل الفرد ذو تقدير الذات المنخفض إلى امتلاك آراء ذاتية سلبية. تستخدم العديد من الدراسات التي تقدم على ما يبدو أدلة على دافع تحقق الذات، تقدير الذات كمتغير للإشارة إلى أن الأفراد يؤكدون رأيًا ذاتيًا يتوافق مع مستوى تقديرهم لذواتهم.
مع ذلك، يمكن القول إن هذا الدليل السلوكي يتوقف على الظروف وأن الارتباط لا يثبت الدافع.
- إذا أكد الفرد ذو التقدير الذاتي الضعيف رأيًا ذاتيًا يتوافق مع تدني تقدير الذات، فليس بالضرورة أن يوفر ذلك دليلًا على وجود دافع لتأكيد الرأي الذاتي.
- تزعم نظرية المنطق الملزم أن الأفراد مدركون لرؤيتهم الذاتية ويؤمنون بصحتها. ونتيجة لذلك، يجيبون على الاستبيانات بأمانة (بصدق) ويبلغون عن آرائهم الذاتية كما يرونها حقًا بسبب الالتزام بالمنطق.

قد لا يرغب الناس بأن تكون معلومات التحقق الذاتي صحيحة عنهم وقد يفضلون أن يراهم الآخرون بإيجابية بدلًا من السلبية.
يجب إجراء المزيد من الدراسات لتحري العلاقة بين الآراء الذاتية وتقدير الذات بشكل كامل. (غريغ، 2007)
- هل يرغب الأشخاص ذوو تقدير الذات المتدني بأن تكون الآراء النقدية صحيحة، هل هم مدفوعون؟
- هل يريد الأشخاص ذوو تقدير الذات المتدني أن تكون آرائهم الذاتية صحيحة فعلًا، أم يفضلون رأيًا ذاتيًا أكثر إيجابية؟

تتنبأ نظرية المنطق الملزم أن الناس ذوي تقدير الذات المتدني ملزمون بالمنطق لتأكيد رأيهم الذاتي الموجود مسبقًا ولكنهم لا يحبون هذا الرأي بالضرورة (غريغ ووال-أندروس، 2007). إذا تواجد الدافع للتحقق الذاتي لن يهتم أصحاب التقدير الذاتي المتدني بماهية آرائهم الذاتية، بل سيركزون على محاولة تأكيده بنشاط.

### العلاقات
نأخذ أحد الأمثلة التي تقدم نظرية المنطق الملزم شرحًا جيدًا لها، وهو لم يبقى الناس في علاقات مؤذية. وفقًا لراسبالت ومارتز (1995) فإن أكثر من أربعين بالمئة من النساء اللاتي طلبن المساعدة من ملجأ حين استغلهن شركاؤهن قد عدن لاحقًا للعيش مع الشريك وبقين في تلك العلاقة المؤذية.
تفسر نظرية المنطق الملزم هذا الأمر من خلال حاجة الشريك المتأذي للتحقق ذاتيًا من أن الطريقة التي يعامل بها هي ما يستحقه، لأجل تأسيس مفهوم صحيح للذات (سوان وإيلي، 1984).
مع ذلك، فإن التفسير البديل في نظرية المنطق الملزم هي أن الفرد المتأذي سيسوغ الموقف الذي يواجهه ويتوصل لنتيجة مفادها أنه هو نفسه يتسبب بسوء المعاملة هذه بطريقة ما. يؤدي هذا الأمر إلى اعتقاده حقيقةً أنه يستحق سوء المعاملة هذا ويولد لديه مشاعر عدم القيمة. ويتسبب ذلك ببقاء الفرد المتأذي مخلصًا لشريكه فيفشل في طلب المساعدة، لاعتقاده أن سوء المعاملة ناتج عن خطأ منه وأنه يحتاج إلى أن يتحسن بطريقة ما كي يتوقف سوء المعاملة. توضح نظرية المنطق الملزم أيضًا أن الشريك المتأذي يشعر بأنه لن يجني أي فائدة من ترك العلاقة المؤذية، ذلك أنه يرى الأذية خطًا منه. يفسر هذا أيضًا لم قد يدافع الفرد المتأذي عن شريكه إذا ما أدرك أي شخص خارج العلاقة إساءة المعاملة هذه.